# リベンジ・フォー・ジョリー 愛犬のために撃て!
『リベンジ・フォー・ジョリー 愛犬のために撃て!』（リベンジフォージョリー あいけんのためにうて、Revenge for Jolly!）は2012年のアメリカ合衆国のアクション・コメディ映画。
監督はチャッド・ハーボルド、出演はブライアン・ペトソスとオスカー・アイザックなど。
心の支えだった愛犬を殺された男が、復讐のために怪しい者や邪魔する者を次々と撃ち殺していく姿を描いている。
2012年4月に米ニューヨーク市で開催されたトライベッカ映画祭で初上映された。
日本では劇場未公開だが、2014年1月29日にDVDが発売されている。

## ストーリー
孤独で荒んだ生活を送っていたハリーは、ある「仕事」でミスを犯したため、愛犬のジョリーと町を逃げ出すつもりで、いとこで親友のセシルに別れを告げるが、自宅に戻るとジョリーが無惨に殺されていた。唯一の心の拠り所だったジョリーを失い、復讐に燃えるハリーは、セシルとともにジョリーを殺した犯人の行方を追う。しかし、完全に正気を失っているハリーは、相手が少しでも犯人の居場所を隠そうとしたり、気に食わない言動を取ったりすると、有無を言わさず撃ち殺してしまう。そして、セシルもビールと麻薬で正気を失っていき、2人の行く先々で次々と無関係の人々が殺されて行く。こうしてようやくジョリーを殺したとされる男エバレット・バックマイヤの居場所にたどり着いた2人だったが、ハリーはセシルを車に残して1人でエバレットと対峙する。エバレットはハリーの目的を知った上で家に招き入れる。エバレットの家から銃声が鳴り響くが、ハリーとエバレットがどうなったのかは不明のまま物語は終了する。

## キャスト
※括弧内は日本語吹替
- ハリー: ブライアン・ペトソス（佐藤美一） - 愛犬ジョリーを殺された男。
- セシル: オスカー・アイザック（佐藤せつじ） - ハリーのいとこで親友。心の病を抱えている。
- トーマス: イライジャ・ウッド（西谷修一） - バーテンダー。
- ダニー: アダム・ブロディ（石狩勇気） - 弁護士。
- エバレット・バックマイヤ: ライアン・フィリップ（赤坂柾之） - ジョリーを殺した男。
- アンジェラ: クリステン・ウィグ（衣鳩志野） - 新婦。エバレットの妹。
- ティナ: ジリアン・ジェイコブス - 娼婦。
- ボビー: ボビー・モイニハン - 弁護士。ダニーの兄。
- トニー:  ケヴィン・コリガン - 新郎の親友。
- アイケルバーガー: デヴィッド・ラッシュ - 弁護士。
- ゲイリー: ギャレット・ディラハント - 新郎。
- ヴィッキ: エイミー・サイメッツ - ティナの娼婦仲間。
- 受付: ジェイン・アトキンソン - 弁護士事務所の受付係。